# 舞姫 (森鷗外)
『舞姫』（まいひめ）は、森鷗外の短編小説。1890年（明治23年）1月号の『国民之友』に発表。ドイツに留学した青年男性の手記の形をとり、生い立ちからドイツでの経験までを綴る。高雅な文体と浪漫的な内容で、鷗外初期の代表作とされる。

## 概要
本作は、森鷗外の創作小説として発表された第一作目である。ドイツを舞台とした作品であり、ドイツへ留学した経験が生かされている。森鷗外は留学から帰国後に、本作、『うたかたの記』、『文づかひ』と次々に創作小説を発表しているが、そのいずれも舞台はドイツであり、これらは独逸三部作（ドイツ三部作）と呼ばれる。
本作発表のひと月後に石橋忍月は本作の評論を発表し、これから鷗外・露伴の時代が始まるだろう、と高く評価した。その一方で、物語に疑義を提示しており、それに対して森鷗外が反論を発表し、両者の間で論争が始まった（#舞姫論争）。
森鷗外がドイツ留学から帰国してまもなく、鷗外を追ってドイツから女性が来日している（以下、「エリス来日事件」）。本作はその女性と鷗外の恋愛経験を基にした創作であると考え、鷗外研究者らにより実在のエリス探しが行われた。1910年発表の短編「普請中」は、『舞姫』とは人物も含め設定はまるで異なるが、エリス来日事件を題材にしていると考えられている。
1957年（昭和32年）に高等学校国語科教材として取り上げられて以降、60年以上にわたり定番教材として使用されている。

## あらすじ
時は19世紀末。ドイツに留学していた太田豊太郎は、帰国のために日本へ向かう船に乗っている間、ずっと苦悩していた。船がサイゴンに寄港し停泊していたとき、無駄だと思いながらも苦悩が消えることを期待して、過去を書き記すことにした。
（以下は、豊太郎が書き記した回想の要約である）
豊太郎は幼い頃に父親を亡くし母親に育てられた。父親が亡くなってからも、母や周りが喜ぶようにと勉学に励み、学校での成績は同級のなかで常に一番であった。勉学以外には目もくれなかったが、それは強い自制心があったからではなく、他のことをする勇気がなかったからであった。
大学法学部を卒業後は、某省で働いた。3年がたったころ、念願かなって、官長からドイツ留学を命じられ、ベルリンに赴いた。ベルリンで過ごすうち、これまでの自分は受動的で器械のようだったと気がつく。それからは、官長から法律に関する細かな質問が来ると、以前なら丁寧に回答していたところを、法の精神を学べば分かることだと大口をたたいた。このため、豊太郎の立場は危うくなっていた。
ある日、下宿に帰る途中、クロステル通りの教会の前で、涙にくれる美少女エリスと出会う。父親の葬儀代がないためにある男のいいなりになるように言われて母親にたたかれたとのことであった。豊太郎は葬儀代を工面してあげた。それ以来、交流が続いたが、豊太郎がエリスに本を貸して学ばせるといった師弟のような関係であった。エリスは貧しいため十分な教育を受けられず15のときに舞を習い、課程を修了した後、ビクトリア座で舞姫をしていた。舞姫たちの給金は少なく、独り身でも大変で、賎しい行為をしないものは、まれだという。エリスは、おとなしい性格と父親の守護により、そうなることはなかった。
ある同郷の人物がエリスとの仲について事実を曲げて官長へ告げ口をした。危うい立場となっていたところへ、この告げ口が加わり、豊太郎は免官となり職を失う。帰国するなら旅費が出るが、留まるなら何も助けは得られないとのことで、決断に一週間の猶予をもらった。そんなとき、豊太郎は母親の死を知らせる手紙を受け取る。それを知ったエリスは、豊太郎の不幸を憐れみ、悲しんだ。エリスの美しくいじらしい姿を目にした豊太郎は、エリスが好きだという感情が高まり、エリスと離れられない仲となる。
日本にいる友人相沢謙吉の紹介で日本の新聞社のドイツ駐在通信員の職を得る。収入が少なく住居を変える必要があったが、エリスの配慮により、母親と暮らすエリスの住まいに同居させてもらうことにした。
ある日、相沢からドイツに来ているから会いたいと連絡が入る。相沢は、天方大臣の秘書官で、天方大臣と共にドイツに来ていた。相沢の紹介により豊太郎は天方大臣からドイツ語の文書を翻訳する仕事をもらうようになる。豊太郎から現状を聞いた相沢は豊太郎に対して、今のような生活を止めてエリスとの仲を断ち、天方大臣からの信頼を得て復帰するように助言する。友人の言葉だからと豊太郎は同意する。しかし、エリスの愛を失うことは出来なかった。エリスは豊太郎の子を身ごもり、ビクトリア座から除籍となる。
豊太郎は、大臣から誘われたロシア訪問への随行でフランス語の通訳をして活躍する。ロシアにいる間、エリスから手紙が毎日届いた。ある日の手紙にはこうあった。「あなたが日本に戻るというなら、旅費が多額なので、あなたが出世するまでこの地で待っていようと思っていました。しかしいま、少しの間の別れだというのにとてもつらく、離れては暮らせないと分かりました。あなたの手紙に書いてある通り大臣に重用されているなら、私の旅費もなんとかしてくれるはずです」
ロシアから戻って帰宅した豊太郎は、生まれてくる子どものためにエリスが用意した山のようなオムツを目にする。しばらくして大臣から呼び出された。語学力を評価されて一緒に日本へ帰らないかと誘われ、また、この地にしがらみはないと相沢から聞いているとも言われる。友人を裏切れないし、この機会を逃したら、本国を失い、名誉挽回もできずにベルリンの人の海に葬られてしまう、という思いが湧き、帰国の誘いを受け入れてしまう。帰り道、エリスにどう伝えるか悩み続け、公園のベンチに倒れ込んだ。寒さで目を覚ますと雪が積もっていて、雪のなかを歩き、家につくと人事不省に陥った。
豊太郎は何日も目を覚まさず、その間に相沢が訪れて、豊太郎が隠していたことをエリスは知らされる。エリスは、豊太郎にだまされたと叫び、発狂する。豊太郎が目を覚ましたときには、エリスは赤子のようになっていた。パラノイアと診断され、治癒の望みはないと医師は告げた。豊太郎は、何度となくエリスを抱いて涙を流した。
天方大臣に従って帰国するにあたり、豊太郎は相沢と相談してエリスの母親に生活資金を渡し、子が生まれたときのことも頼んだ。
豊太郎の回想は次のことばで終わる。「相沢謙吉のような良き友人は、他に得られるものではない。しかし、私の脳裏には、一点の彼を憎む心が今でも残っている」

## 主な登場人物
太田豊太郎
主人公。幼い頃に父親をなくし母親に育てられた。ひとりっ子。学業は常に成績トップ。大学法学部を卒業後、某省に勤める。官命によりドイツに赴任。ドイツで過ごすうちに、今までの人生は他人の敷いたレールの上を進んでいただけで、受け身だったと気がつく。エリスと出会い交流を持つが、そのことで同郷者から上司の官長に讒言されて免官となり、職を失う。間もなく母親も失う。
官長
豊太郎の勤務先である某省での上司。豊太郎をドイツへ赴任させた人物であり、また、豊太郎を免官にした人物でもある。
エリス
ヰクトリア（ヴィクトリア）座の踊り子。豊太郎によれば、踊り子は奴隷のような存在であり安い給金で働かされている。父親の葬儀代が出せないほど、お金に困っていたところを豊太郎に助けられ、以後、豊太郎と交流を持つ。
相沢謙吉
豊太郎の友人。天方伯の秘書官。免官となった豊太郎とドイツで再会し、豊太郎を天方伯と引き合わせる。豊太郎が才能を活かせる舞台に立つことを望んでいる。
大臣・天方伯
豊太郎に翻訳の仕事を依頼する。その語学力の高さを認める。

## エリスのモデル
1888年（明治21年）に鷗外がドイツから帰国した後、ドイツ人女性が鷗外のすぐあとを追って来日して、滞在一月（1888年9月12日 - 10月17日）ほどで離日する出来事があった。彼女への説得を、鷗外の義弟小金井良精と、鷗外の弟・森篤次郎（筆名三木竹二）が行っていた（経緯は『舞姫』のストーリーとは異なり、作中の彼女の「発狂」もフィクションである。）。
このため、エリスのモデルが実在するとして、モデル探しが行われてきた。1981年に中川浩一・沢護が「ジャパン・ウィークリー・メイル」（1888年当時横浜で発行されていた英語新聞）に記載されていた船舶乗客リストから「Miss Elise Wiegert」（エリーゼ・ヴィーゲルト嬢）が1888年9月12日に横浜港に入港し、10月17日に出航したドイツ汽船ゲネラル・ヴェルダー号の一等船客であったことを発見した。その後、ゲネラル・ヴェルダー号が寄港した各地の新聞を調べると、Miss Elise Wiegertの名は8回見つかった。

またアンナ・ベルタ・ルイーゼ・ヴィーゲルト（Anna Berta Luise Wiegert、1872年12月16日 -1951年、「エリス来日事件」当時15歳）とする説があり、傍証として森鷗外の子供には杏奴（アンヌ）と類（ルイ）がいて関連が疑われている。
また、エリーゼ・マリー・カロリーネ・ヴィーゲルト（Elise Marie Caroline Wiegert、1866年9月15日 - 1953年8月4日、シュチェチン生まれ）とする六草いちかの説がある。。傍証として森鷗外の子に森茉莉（もり まり）がいることがある。
また、このエリーゼの2歳下の妹アンナ・アルヴィーネ・クララ・ヴィーゲルトが1888年に未婚で男子を出産していることから、エリスのモデルはこの妹クララであり、太田豊大郎のモデルと言われる武島務がクララの恋人ではないかという説もある。
森鷗外記念会会長の山崎一穎は、エリーゼ・マリー・カロリーネ・ヴィーゲルトがエリスのモデルであるとする六草いちか説を次のように評価している（2011年7月）。
1. 1981年（乗船名簿の発見）以来、30年を経て、間違いなくその人を特定できたことは大きな発見である。
2. エリーゼは帰国した10年後の1898年から1904年までの6年間は帽子制作者としてベルリン東地区ブルーメン通り18番地に居住していたが、このことは小金井喜美子の「文学」掲載中の「帽子会社の意匠部に勤める」と言う言葉と一致する[10]。
3. エリーゼ・ヴィーゲルトはユダヤ人ではないことが明確になった[注釈 9]。
4. 豊太郎とエリスの出会いの教会について従来の説を否定し、新たに「ガルニゾン教会」を特定した。
5. エリーゼは来日時に21歳であり、ドイツの法律が21歳を成人と認めているので、親権者の承諾を得ずに海外旅行が可能であることが判明した。
6. 六草の調査過程で判明した人名・地名が「舞姫」中に散見することを改めて知ることができた。エリスの父の職業は仕立物師であるが、エリーゼの母の職業が仕立物師である。また、エリスの母が「ステッチンわたりの農家に遠き縁者あるに」と言うが、ステッチン（＝シュチェチン）は、エリーゼの母の故郷であり、エリーゼの出生地でもある。

なお「エリス」という名前について、言語的にはドイツ語のエリーゼ（Elise）から直接導き出されたものではありえず、鷗外が『舞姫』と前後して翻訳発表したツルゲーネフの短編『幻』から引用した可能性が高いという指摘があるが、六草説と矛盾するものではない。

## 太田豊太郎のモデル

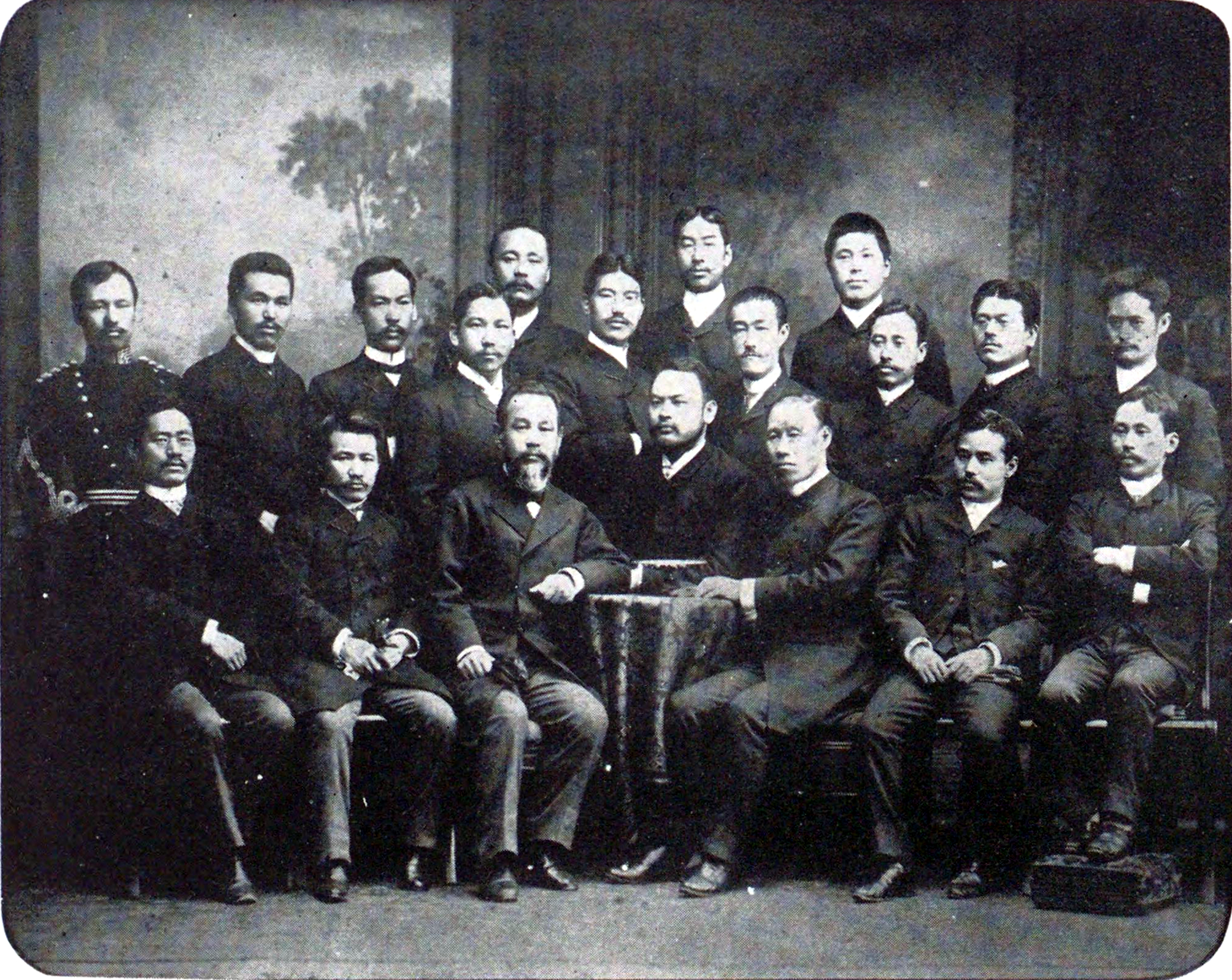
ドイツ留学中の森鷗外（中列左端）と武島務（鷗外の隣）1888年

主人公は森鷗外自身がモデルと考えられているが、人物の設定に、秩父郡太田村（現埼玉県秩父市）出身の軍医、武島務（1863年-1890年）の生涯が色濃く投影されているという説がある。それによれば、太田豊太郎の名前は、武島の出身地（秩父郡太田村）と、鷗外の実名（林太郎）から取ったものだという。
武島は漢方医の子として生まれ、日本橋岡部病院を経て東亜医学校で研修中に鷗外と知り合い、同校で内科と外科の医師免許を取得。軍医となり、1886年（明治19年）に妻子を残して私費でドイツに留学し、ベルリンの王立フリードリヒ・ヴィルヘルム大学（現フンボルト大学）へ入学した（当時23歳）。鷗外が陸軍の留学生としてドイツに渡ったのはその2年前（1884年）で、ライプツィッヒ、ドレスデン、ミュンヘンと滞在し、1887年4月からベルリンにいた。2人はベルリンで親交を重ねている。その後、武島の実家から送金を頼まれた義兄（姉の夫）が学費を着服し、仕送りが途絶えてしまい、金に困る日本人が外国にいては本国の恥とする駐在武官福島安正から、官費で帰国するか、免官されてドイツに残るかの選択を迫られた。武島は留学を続けることを選び、翌1887年免官処分を受け、軍籍を失った。日本の医学誌への寄稿で得た原稿料や、鷗外ら日本人留学生からの援助で何とか学業を続けたが、1889年1月に学業不熱心とされて学籍を失った。アジアの家具や茶葉を扱っていたドレスデンの商社R. Seelig & Hille（現Teekanne）に職を得たが、1890年初頭に肺結核にかかり、同年5月に27歳で不遇の生涯を閉じた。帰国した鷗外が『舞姫』を発表した4ヶ月後のことだった。
太田豊太郎のモデルは北尾次郎ではないかとする説もある。

## 舞姫論争
1890年、石橋忍月と、鷗外との間に起こった文学論争。
当時帝国大学法科大学（現在の東大法学部）在学中の忍月は「気取半之丞」の筆名で「舞姫」という論考を発表し、主人公が意志薄弱であることなどを指摘し批判。これに対し4月鷗外は、『しがらみ草紙』に相沢謙吉を筆名に使い、「気取半之丞に与ふる書」で応戦。その後も論争が行われたが、忍月が筆を絶って収束。最初の本格的な近代文学論争だと言われる。

## 舞姫の舞台となる地名
- セイゴン
- ブリンジイシイ
- 独逸、普魯西
  - ベルリン
    - ウンテル-デン-リンデン
    - ティーアガルテン
    - モンビシュウ街
    - クロステル巷（ドイツ語版）
    - キョオニヒ街

  - ダルドルフ（ドイツ語版）
- 魯西亜
  - ペエテルブルク

## 「舞姫」を題材にしたもの

### 小説
- 山田風太郎｢築地西洋軒｣（1980年発表、短編集『明治波濤歌』に収録）- 「エリス来日事件」をふまえ、エリスが日本人の決闘事件に関わってゆくというストーリー。なお結末は鷗外の別の短編「普請中」のパロディ。

- 津原泰水「エリス、聞えるか？」（2015年、アンソロジー『NOVA+　屍者たちの帝国』に収録） - 伊藤計劃・円城塔『屍者の帝国』の世界観に「舞姫」を織り交ぜた短篇。

### 漫画
- 関川夏央,谷口ジロー(著)『「坊っちゃん」の時代(第2部)　秋の舞姫―凛烈たり近代なお生彩あり明治人』1989/10/1 ）-「エリス来日事件」を題材としたもの。
- 双葉はづき(著)『舞姫』-「舞姫/うたかたの記/文づかい (一友社名作劇場)」(2007/1/31)に収録 。
- 『舞姫　まんがで読破』(2008/9/28)

### 映画・ドラマ
- 「獅子のごとく」 - 1978年8月21日、TBS系列で放送、演出今野勉、制作テレビマンユニオン、TBS。
  - 主な出演者
  - 森鷗外 - 江守徹
  - エリス（鷗外の恋人）：ペギィ・ベルラティ
  - 森篤次郎（鷗外の弟）：三ツ木清隆
  - 森喜美子（鷗外の妹）：竹下景子
  - 小金井良精（喜美子の夫）：中野誠也
- 「舞姫 Die Tanzerin」 - 1989年6月3日公開の東宝映画。篠田正浩監督。日独合作。製作：ヘラルド・エース、テレビ朝日、マンフレッド・ドルニオーク・プロ
  - 主な出演者
  - 太田豊太郎 - 郷ひろみ
  - エリス・バイゲルト - リザ・ウォルフ（吹替：岡本茉利）
  - 相沢謙吉 - 益岡徹
  - 副島和三郎 - 角野卓造
  - 谷村武 - 佐野史郎
  - 太田清子 - 加藤治子
  - 天方孝義伯爵 - 山﨑努
  - ルイーゼ・フォン・ビューロウ - マライケ・カリエール
  - メールハイム騎兵大尉 - クリストフ・アイヒホルン
  - アンナ・バイゲルト - ブリギッテ・グロートゥム
  - ハーゼ夫人 - イルマ・ミュンヒ
  - コッホ教授 - ロルフ・ポッペ

### アニメ
- 青春アニメ全集「舞姫」 - 1986年に日本テレビ系列で放送、脚本：吉田憲二、演出：石黒昇、作画監督：しまだひであき（アートランド）
  - 声の出演
  - 太田豊太郎 - 池田秀一
  - エリス - 山本百合子
  - 相沢謙吉 - 羽佐間道夫
  - エリスの母 - 沼波輝枝
  - 医者 - 郷里大輔
  - 公使館員 - 喜多川拓郎
  - 語り手：木内みどり
- 画ニメ「舞姫」 - 2006年8月1日、東映アニメーションから発売されたOVA。紙芝居形式のアニメーション作品。監督：奥秀太郎、作画：古屋あきさ。本編時間：30分。品番：GANI-0008[16]。

### 舞台
- Musical『舞姫』－MAIHIME－森鷗外原作「舞姫」より - 宝塚歌劇団が2007・2008・2023年に上演。
  - 詳細は舞姫を参照。

### ゲーム
- コンピュータゲーム『サクラ大戦3 〜巴里は燃えているか〜』 - 制作初期に『舞姫』をモデルにした作品と発表された。

### 音楽
- さだまさし 『舞姫』